# Dan Petersen
Dan Sigvald Petersen (født 6. maj 1972) er en tidligere dansk professionel fodboldspiller.